# 联合国军驻韩游击队
驻韩联合国军游击部队（英語：United Nations Partisan Infantry Korea）是联合国军一支专门从事游击战部队，自1952年11 月开始在朝鲜战争期间活跃。